# Light warlpiri
Light warlpiri je smíšený jazyk, který vznikl smísením australské kreolštiny a jazyka warlpiri (domorodý australský jazyk z rodiny pama-nyunganských jazyků), ale ovlivněna byla i australskou angličtinou. Používá se v komunitě ve warlpirské komunitě Lajamu v Severní teritoriu, většinou ho používá mladší generace (pod 40 let). Počet mluvčích se odhaduje na 350  ale většina z nich ovládá také warlpiri, angličtinu nebo kreolštinu.

## Historie
Jazyk začal vznikat v 80. letech 20. století mezi dětmi, které se učily tři jazyky: kreolštinu, angličtinu a warlpiri. Poprvé tento nový jazyk zdokumentoval lingvista Carmel O'Shannessy z Michiganské univerzity v roce 2005.

## Charakteristika
Stejně jako ostatní smíšené jazyky (například michif nebo mednyjská aleutština) si light warlpiri bere podstatná jména a slovesný systém ze dvou různých jazyků. Většina podstatných jmen pochází z angličtiny a warlpiri. Light warlpiri skloňuje podle pádů z jazyka warlpiri. Většina sloves a skloňování vychází z kreolštiny.

## Ukázka
Ukázka vět v jazyce light warlpiri a český překlad:
- Karnta-pawung im pushim nganayi boi-wan swingswing-nga. An jarntu i was de. (Malá dívka zhoupla chlapce na houpačce. A byl zde pes.)
- Kuuku bin kam. (Příšera přišla.)
- Kuukung im pudim kankarl watiyanga jarntu. (Příšera položila psa na horu na strom.)